# John's book of alleged dances
John's book of alleged dances is een compositie van John Adams. Het werk volgende op diens Vioolconcert.
Het werk werd geschreven op verzoek van het California Center for the Arts ten behoeve van een concert van het Kronos Quartet. Het werk bestaat uit tien korte stukken voor tape en strijkkwartet. Het genoemd Kronos Quartet had de juiste vaardigheden in huis om dit werk te spelen, constateerde Adams later. Ook zij gaven aan dat het moeilijk uit te voeren was. De titel verwijst er naar dat Adams een ballet voor ogen had waarvoor de choreografie nog gemaakt moest worden; hetgeen ook gebeurde door onder meer Paul Taylor en Dominique Dumais. 
De delen, die in willekeurige vorm gespeeld mogen worden:
1. Judah to the ocean (over de tramlijn N Judah in San Francisco
2. Toot Nipple
3. Dogjam (een eerbetoon aan bluegrassmusicus David Harrington in de vorm van een hoedown)
4. Pavane: She’s so fine (speciaal geschreven voor celliste Joan Jeanrenaud)
5. Rag the bone
6. Habanera
7. Stubble crotchet
8. Hammer and chissel
9. Alligator escalator
10. Ständchen
11. Judah to the ocean (reprise)

Oorspronkelijk was het gecomponeerd voor viool, altviool, cello, contrabas en Geprepareerde piano (idee van John Cage). Adams liet die laatste in loops vast te leggen op een sampler, maar dat bleek onpraktisch bij het uitvoeren. De klanken werden vervolgens vastgelegd op een compact disc, die bij de uitvoeringen meedraait. Kronos Quartet, aan wie het werk is opgedragen, gaf de wereldpremière op 19 november 1994 in genoemd theater in Escondido. Het kwartet legde het werk in 1995/1996 vast voor Nonesuch Records. In 2013 kwam er in de discografie ook een versie door het Attacca Quartet op de markt. Het werk werd door het Kronos Quartet over de gehele wereld uitgevoerd, later begonnen ook andere strijkkwartetten met uitvoeringen. In 2024 waren meer dan 300 uitvoeringen geteld door muziekuitgeverij Boosey & Hawkes.